# Ambohipihaonana
Ambohipihaonana – gmina (kaominina) na Madagaskarze, w regionie Vakinankaratra, w dystrykcie Ambatolampy. W 2001 roku zamieszkana była przez 17 295 osób. Siedzibę administracyjną stanowi miejscowość Ambohipihaonana. Stanowi jedną z 18 gmin dystryktu.

## Położenie
Gmina położona jest w środkowej części wyspy, na wschodnich obrzeżach regionu, w odległości ok. 60 km na północny wschód od Antananarywy i ok. 115 km od stolicy dystryktu Ambatolampy. Przez teren gminy przebiega droga krajowa Route nationale 3.